# Sergueï Vladimirovitch Mandreko
Sergueï Vladimirovitch Mandreko (en russe : Сергей Владимирович Мандреко, né le 1er août 1971 à Kurgan-Tjube, dans la RSS tadjike, et mort le 8 mars 2022) est un footballeur et entraîneur de football soviétique puis tadjik, russe et autrichien.

## Biographie

### Joueur

#### En club
Mandreko fait ses premiers pas dans le football professionnel en Europe occidentale avec le Rapid Vienne. Il remporte le championnat national et la coupe en Autriche et atteint la finale de la Coupe d'Europe des vainqueurs de coupe 1996. Il joue ensuite près de 70 matchs de Bundesliga allemande pour le Hertha BSC puis le VfL Bochum.

#### En équipe nationale
Mandreko a joué pour trois équipes nationales différentes : début 1992 il est sélectionné dans l'équipe de la CEI, à l'été 1992, il joue pour l'équipe du Tadjikistan et en 1994, il joue pour la Russie. En 1991, avec la sélection U20 de l'Union soviétique, il finit troisième des championnats du monde juniors en Australie en s'imposant aux tirs au but lors de la petite finale contre l'équipe du pays hôte.

### Entraîneur
Après avoir pris sa retraite du SC-ESV Parndorf, Mandreko se lance dans une carrière d'entraîneur. De 2008 à 2009, il est entraîneur adjoint du Lokomotiv Moscou qui joue la Ligue Europa. De 2015 à 2017, il entraîne le club amateur viennois Landstraßer AC (de).

### Fin de vie
Au printemps 2017, une sclérose latérale amyotrophique lui est diagnostiquée qui l'empêche de marcher. Pour soutenir Mandreko, en avril 2017, un événement caritatif organisé par son club LAC avec le soutien de son ancien club SK Rapid Wien. Ses anciens collègues du Rapid Didi Kühbauer et Stefan Marasek organisent un match en son honneur. En mars 2022, le quinquagénaire succombe à la maladie.

## Palmarès
- Troisième de la Coupe du monde des moins de 20 ans en 1991 avec l'équipe d'Union soviétique
- Finaliste de la Coupe des Coupes en 1996 avec le Rapid Wien (n'entre pas en jeu en finale)
- Champion d'Autriche en 1996 avec le Rapid Wien
- Vainqueur de la Coupe d'Autriche en 1995 avec le Rapid Wien